# Loma Bonita (Oaxaca)
Loma Bonita egy város Mexikó Oaxaca államának északkeleti részén, lakossága 2010-ben meghaladta a 31 000 főt. Nevének jelentése: szép domb.

## Földrajz
A város Oaxaca északkeleti felén, Veracruz állam határán helyezkedik el, a Mexikói-öböl mentén elterülő partvidéki síkságon, a tenger szintje felett körülbelül 30–40 méterrel. Az éves csapadékmennyiség 1500 és 2000 mm között van. A települést mezőgazdasági területek övezik.

## Népesség
A település népessége a közelmúltban hullámzott: hol növekedett, hol csökkent:
| Év   | Lakosság |
| ---- | -------- |
| 1990 | 30 720   |
| 1995 | 30 826   |
| 2000 | 30 692   |
| 2005 | 29 783   |
| 2010 | 31 485   |

## Története
A 20. század elején elindult a Veracruz és Suchiate közötti vasútvonal építése. 1901-ben Pedro Salomón és Provo Medina haciendái között létesült is egy kis Medina nevű vasúti telep, ahol két vasúti kocsit rendeztek be, az egyikben vasúti iroda működött, mellettük pedig az építkezésen dolgozó munkások lakhelyeit alakították ki. Később észak-amerikai telepesek és környékbeli mexikói gazdálkodók is érkeztek a környékre, akik a mezőgazdaságból éltek, kihasználva a környék gazdag erdőit, amelyek egyrészt értékes faanyaggal, másrészt kávéval, kókuszdióval, banánnal, mangóval és citrusfélékkel látták el őket, 1903-ban pedig Hawaiiról behozták a Cayena Lisa fajtájú ananászt is, ami később a terület fő termékévé vált. A közelben húzódó pontos határt Oaxaca és Veracruz államok között 1905-ben jelölték ki, ekkor dőlt el, hogy Loma Bonita Oaxaca területén marad.

## Turizmus, látnivalók, kultúra
A település közelében 1912-ben egy elpusztult maja város romjait tárták fel. A városi kultúrházban a községben készült alkotásokat mutatják be. Minden évben május második felében több napos ananászfesztivált tartanak. A helyi kézművesek huipileket és más hagyományos, hímzett ruhákat készítenek.